# Arvin
Arvin és una població dels Estats Units a l'estat de Califòrnia. Segons el cens del 2000 tenia 12.956 habitants.

## Demografia
Segons el cens del 2000, Arvin tenia 12.956 habitants, 3.010 habitatges, i 2.645 famílies. La densitat de població era de 1.040 habitants per km².
Dels 3.010 habitatges en un 63,2% hi vivien nens de menys de 18 anys, en un 67,7% hi vivien parelles casades, en un 13,7% dones solteres, i en un 12,1% no eren unitats familiars. En el 9,5% dels habitatges hi vivien persones soles el 5,4% de les quals corresponia a persones de 65 anys o més que vivien soles. El nombre mitjà de persones vivint en cada habitatge era de 4,28 i el nombre mitjà de persones que vivien en cada família era de 4,51.
Per edats la població es repartia de la següent manera: un 40% tenia menys de 18 anys, un 12,8% entre 18 i 24, un 28,8% entre 25 i 44, un 12,5% de 45 a 60 i un 5,8% 65 anys o més.
L'edat mediana era de 23 anys. Per cada 100 dones de 18 o més anys hi havia 108,3 homes.
La renda mediana per habitatge era de 23.674 $ i la renda mediana per família de 24.816 $. Els homes tenien una renda mediana de 20.506 $ mentre que les dones 17.684 $. La renda per capita de la població era de 7.408 $. Entorn del 30,9% de les famílies i el 32,6% de la població estaven per davall del llindar de pobresa.

## Poblacions més properes
El següent diagrama mostra les poblacions més properes.